# Serguei Rock Show
Serguei Rock Show foi uma websérie produzida em 2011 pelo canal Multishow exclusivamente para a internet que foi apresentada pelo roqueiro brasileiro Serguei, diretamente do Templo do Rock.

## O Programa
No programa, o músico, além de entrevistas com artistas do rock nacional, comentava clipes, contava estórias de sua vida e de artistas internacionais da cena roqueira internacional e ainda dava dicas de saúde e sexo. Um dos quadros mais curiosos do programa é o “LSDate”, onde Serguei promove um correio do amor no estilo do roqueiro: O quadro de ficção mostra roqueiros procurando sua alma gêmea, como um caminhoneiro metaleiro que é sensível e carente.
Em entrevista dada à revista Rolling Stone Brasil, Serguei fez o seguinte comentário sobre o programa: "É uma abertura ao meu mundo particular. Não vai ter um roteiro fixo, comigo isso não funciona. Eu vou receber convidados, contar histórias, mostrar clipes, organizar um correio elegante roqueiro e até dar dicas de sexo. Tudo do meu jeito bem humorado, é claro."

## Episódios
| Episódio | Sinopse | Convidado         |
| -------- | --- | ----------------- |
| 01       | Serguei fala sobre o dia que conheceu Cristóvão Colombo e analisa clipe do Restart: "As letras das bandas dessa geração podiam ser do Wando".                                        |                   |
| 02       | Serguei presta homenagem ao Iron Maiden, diz qual é a trilha sonora ideal de uma suruba e analisa um clipe da banda Franz Ferdinand.                                                 |                   |
| 03       | Serguei homenageia Maria Bethânia, analisa um clipe da cantora e conta uma história sobrenatural.                                                                                    |                   |
| 04       | Serguei homenageia Jimi Hendrix, fala do dia que não conheceu o guitarrista por causa de Janis Joplin e dá uma dica de saúde.                                                        |                   |
| 05       | Serguei recebe Rogério Skylab em sua casa e bate um papo sobre sexo e música. | Rogério Skylab    |
| 06       | Serguei conta de quando foi comissário de bordo e rasga seda para Rita Lee e Cazuza.                                                                                                 |                   |
| 07       | Serguei faz uma homenagem a Andrea Bocelli e não fica satisfeito com um clipe da banda The Strokes: "São apenas mais uma banda".                                                     |                   |
| 08       | Serguei dedica o oitavo programa aos Rolling Stones, recebe Zéu Britto e diz qual é a diferença entre o macho gay e o macho hétero.                                                  | Zéu Britto        |
| 09       | No nono programa, Serguei fala sobre o dia em que conheceu Jim Morrison, "o homem mais bonito do rock", critica a geração internet e manda um recado no quadro LSDate.               |                   |
| 10       | O último programa da temporada é uma homenagem à Janis Joplin. No episódio, Serguei declara seu amor à diva, conta histórias de sua vida e toca a música "Summertime" com sua banda. | Banda Pandemonium |